# Megachile stenodesma
Megachile stenodesma är en biart som beskrevs av Carlos Schrottky 1913. Megachile stenodesma ingår i släktet tapetserarbin, och familjen buksamlarbin. Inga underarter finns listade i Catalogue of Life.